# 田起鳳
田起鳳（？—？），號葵蓼，陕西汉中府城固縣人。

## 生平
萬曆四十六年（1618年）戊午科舉人，崇祯元年（1628年）戊辰科進士，崇祯九年任两浙巡盐御史，清严明敏，革除了很多历年积弊。
墓在县北五里栗子园。

## 家族
父田世封，教谕，以子起凤赠御史。